# Je n'ai pas tué Lincoln
Pour plus de détails, voir Fiche technique et Distribution.
Je n'ai pas tué Lincoln (The Prisoner of Shark Island) est un film américain réalisé par John Ford, sorti en 1936.
Le titre américain du film est dû à la prison dans laquelle le héros est enfermé, située sur un îlot entouré de requins.

## Synopsis
Le film est inspiré d'une histoire vraie. Le Président Abraham Lincoln est assassiné le 15 avril 1865 par John Wilkes Booth (Francis McDonald) qui, blessé, est soigné durant sa fuite par le Dr Samuel Mudd (Warner Baxter).  Jugé complice du meurtre par un tribunal militaire, Mudd est condamné à la prison à vie et interné à fort Jefferson (Floride).  Puis une épidémie de fièvre jaune se déclare et Mudd soigne héroïquement les victimes, forçant le respect de ses geôliers, y compris celui du plus impitoyable d’entre eux, le sergent Rankin (John Carradine).  Le commandant du fort (Harry Carey) soumet au président des Etats-Unis la grâce du condamné que ce dernier obtient en 1869.

## Fiche technique
- Titre : Je n'ai pas tué Lincoln
- Titre original : The Prisoner of Shark Island
- Réalisation : John Ford
- Scénario : Nunnally Johnson
- Production : Darryl F. Zanuck et Nunnally Johnson
- Société de production :Twentieth Century Fox
- Décors : William S. Darling, Thomas Little
- Musique : Louis Silvers
- Photographie : Bert Glennon
- Montage : Jack Murray
- Présentation : Joseph M. Schenck
- Pays d'origine : États-Unis
- Format : Noir et blanc - Mono - 35 mm
- Genre : Drame
- Durée : 95 minutes
- Date de sortie : 1936

## Distribution
- Warner Baxter : Dr Samuel Mudd
- Gloria Stuart : Mrs. Peggy Mudd
- Claude Gillingwater : Col. Jeremiah Milford Dyer
- Arthur Byron : Mr. Erickson
- O.P. Heggie : Dr MacIntyre
- Harry Carey : Commandant de Fort Jefferson
- Francis Ford : Cpl. O'Toole
- John McGuire : Lt. Lovett
- Francis McDonald : John Wilkes Booth
- Douglas Wood : Gen. Ewing
- John Carradine : Sgt. Rankin
- Joyce Kay : Martha Mudd
- Fred Kohler Jr. : Sgt. Cooper
- Ernest Whitman : 'Buck' Milford
- Paul Fix : David Herold
- Frank Shannon : juge-avocat général Joseph Holt
- Frank McGlynn Sr. : Président Abraham Lincoln
- Leila McIntyre : Mary Todd Lincoln
- Etta McDaniel : Tante Rosabelle Milford
- J. M. Kerrigan : Juge Maiben
- Arthur Loft : Frank J. Thomas
- Paul McVey : Gen. David Hunter
- Maurice Murphy : un infirmier
- Paul McAllister : un docteur
- George Reed : un homme indiquant une direction
- Robert Homans : un sergent de police
- Merrill McCormick : aide du commandant de la prison

## Rapport à la réalité historique
Le film dépeint le Docteur Mudd comme un bouc-émissaire et une victime entièrement innocente, alors que les détails historiques de son cas et ses liens avec Booth ont toujours laissé une ombre sur sa réelle innocence.
Les faits relatés dans le film et historiquement avérés sont les suivants : (1) le Président Abraham Lincoln a été assassiné dans le théâtre Ford, (2) par l'acteur John Wilkes Booth qui demanda l'aide du Dr Samuel Mudd pour sa jambe brisée, (3) qui fut ensuite jugé devant une commission militaire, déclaré coupable d'aide à Booth, et envoyé sur une prison militaire insulaire, (4) où il prit un statut héroïque en soignant les victimes d'une épidémie de fièvre jaune.
En dehors de ces vérités historiques, le film s'affranchit de toute reconstitution du début à la fin :
- L'épouse du Dr Mudd s'appelait Sarah Frances, et non Peggy.
- Ils avaient alors quatre enfants.
- Le père de Mrs. Mudd était mort et non bien vivant et combatif.
- Aucun des témoignages du procès n'est exact.
- Shark Island n'existe pas. Le Dr Mudd était détenu au Fort Jefferson dans les îles du Parc national de Dry Tortugas, en Floride.
- Aucun esclave du Dr Mudd ne l'a accompagné en prison pour l'aider à s'échapper.
- Sa femme et son beau-père n'ont pas commandé de bateau destiné à le recueillir lors de sa tentative d'évasion.
- Il tenta réellement de s'évader deux mois après son arrivée au Fort Jefferson en se cachant à bord d'un bateau de passage mais il fut rapidement découvert et remis en détention.
- Il ne fut pas placé dans un puits en punition mais condamné à rester trois mois dans une salle d'armes avec quatre autres détenus. Ils étaient autorisés à en sortir chaque jour pour travailler autour du fort, etc.

## Autour du film
- Tournage du 12 novembre 1935 au mois de janvier 1936
- Recettes : 750 000 dollars
- Frederic March avait d'abord été pressenti pour le rôle du docteur Samuel Mudd.
- Première collaboration entre Ford et Nunnally Johnson, mais aussi entre Ford et Darryl F. Zanuck
- Ford et Darryl F. Zanuck se sont opposés durant le tournage à cause de l'accent que s'était donné Warner Baxter. Celui-ci dut abandonner son accent trop sudiste.